# Císařov
Císařov település Csehországban, Přerovi járásban. Císařov Rokytnice, Troubky, Citov és Brodek u Přerova településekkel határos. Lakosainak száma 320 fő (2024. január 1.).

## Népesség
A település lakosságának változását az alábbi diagram mutatja:
| Lakosok száma | 364  | 358  | 434  | 388  | 340  | 295  | 298  | 298  | 318  | 320  |
|               | 1869 | 1890 | 1921 | 1950 | 1980 | 2001 | 2017 | 2019 | 2022 | 2024 |